# Кухарчук Микола Андрійович
Кухарчук Микола Андрійович — український політик. Народився 5 серпня 1952 р.
Кухарчук Микола Андрійович, член КПУ (з 1980); член ЦК КПУ (з 1995); перший секретар Рівненського обкому КПУ (з 1998).

## Життєпис
Н. 05.08.1952 (село Болотківці, Острозький район, Рівненська область); українець; батько Андрій Саватович (1911—1987) і мати Ганна Сергіївна (1917—1987) — колгоспники; дружина Любов Іванівна (1957) — технік-експлуатаційник; син Сергій (1978) — технолог громад. харчування; син Андрій (1982).
Освіта: Львівський політехнічний інститут (1969—1974), інженер-механік, «Автомобільний транспорт»; Київський інститут політології і соціального управління (1989—1991), політолог, викладач суспільних дисциплін у вищих і середніх спеціальних навчальних закладах; Національна юридична академія України імені Ярослава Мудрого (5-й курс).
03.2006 кандидат в народні депутати України від КПУ, № 55 в списку. На час виборів: народний депутат України, член КПУ.
Народний депутат України 4-го скликання 04.2002-04.2006 від КПУ, № 53 в списку. На час виборів: народний депутат України, член КПУ. Член фракції комуністів (з 05.2002), заступник голови Комітету з питань будівництва, транспорту, житлово-комунального господарства і зв'язку (з 06.2002).
Народний депутат України 3-го скликання 03.1998-04.2002 від КПУ, № 91 в списку. На час виборів: заступник директор Рівненського державного автотранспортного технікуму, член КПУ. Заступник голови Комітету з питань будівництва, транспорту і зв'язку (з 07.1998), член фракції КПУ (з 05.1998).
- 09.1974-08.1996 — командир взводу Забайкальського ВОкр.
- 10.1976-09.1977 — інженер техвідділу Рівенського ВО вантажного автотранспорту № 17664.
- 09.1977-01.1979 — завідувач відділення Рівненського автотранспортного технікуму.
- 01.1979-01.1980 — заступник начальника підприємства № 1 Рівненського ВО вантажного автотранспорту № 17664.
- 01.1980-10.1990 — інструктор, завідувач сектору, заступник завідувача ідеологічного відділу Рівненського міському КПУ, Рівненського обкому КПУ (з 1985).
- 10.1990-1993 — заступник директор з виховної, 1993-05.1998 — заступник директор з навчальної роботи Рівненського державного автотранспортного технікуму.

Член КПРС (з 1980), член КПУ (з 1993), член Рівненського міськкому КПУ (1990—1991), перший секретар Рівенського міськкому КПУ (1994—1998).
Депутат Рівенської міськради (1994—1998).